# Eodendrus africanus
Eodendrus africanus är en stekelart som beskrevs av Sergey A. Belokobylskij 2005. Eodendrus africanus ingår i släktet Eodendrus och familjen bracksteklar. Inga underarter finns listade i Catalogue of Life.